# Cabezón de Cameros
Cabezón de Cameros est une commune de la communauté autonome de La Rioja, en Espagne.

## Démographie
| 1900 | 1910 | 1920 | 1930 | 1940 | 1950 | 1960 | 1970 | 1981 |
| ---- | ---- | ---- | ---- | ---- | ---- | ---- | ---- | ---- |
| 188  | 188  | 153  | 132  | 139  | 132  | 88   | 28   | 36   |

| 1991 | 2001 | 2011 | - | - | - | - | - | - |
| ---- | ---- | ---- | - | - | - | - | - | - |
| 37   | 24   | 24   | - | - | - | - | - | - |

## Administration

### Conseil municipal
La ville de Cabezón de Cameros comptait 18 habitants aux élections municipales du 26 mai 2019. Son conseil municipal (en espagnol : Pleno del Ayuntamiento) se compose donc de 3 élus.
| Parti | Parti                                    | Voix | %      | Élus  |
| ----- | ---------------------------------------- | ---- | ------ | ----- |
|       | Parti populaire (PP)                     | 6    | 75 %   | 2 / 3 |
|       | Partido Riojano (PR+)                    | 1    | 12,5 % | 1 / 3 |
|       | Parti socialiste ouvrier espagnol (PSOE) | 1    | 12,5 % | 0 / 3 |

### Liste des maires
| Mandat    | Maire | Maire                          | Parti |
| --------- | ----- | ------------------------------ | ----- |
| 1979-1983 |       | Hipólito Moreno Marín          | UCD   |
| 1983-1987 |       | J. Moreno Marín                | AP    |
| 1987-1991 |       | Benito González Tierno         | AP    |
| 1991-1995 |       | Begoña Tejada Gil              | PR    |
| 1995-1999 |       | Miguel Herreros Miguel         | PP    |
| 1999-2003 |       | David Tejada Gutiérrez         | PR    |
| 2003-2007 |       | Valentín Gerardo Aragón Blanco | PP    |
| 2007-2011 |       | Valentín Gerardo Aragón Blanco | PP    |
| 2011-2015 |       | Rodrigo Alba Martínez          | PR    |
| 2015-2019 |       | Rodrigo Alba Martínez          | PR+   |
| 2019-2023 |       | Rodrigo Alba Martínez          | PP    |